# Mr. Beaver
Mr. Beaver (The Beaver) è un film del 2011 diretto da Jodie Foster, basato su una sceneggiatura originale di Kyle Killen.
Il film è interpretato da Mel Gibson e dalla stessa Foster, con inoltre Anton Yelchin e Jennifer Lawrence.

## Trama
Walter Black, amministratore delegato di una compagnia di giocattoli, soffre di una forma particolarmente acuta di depressione, che lo porta all'allontanamento da parte della propria famiglia e al quasi-fallimento dell'azienda ereditata dal padre; passa così la maggior parte del tempo a dormire fino a quando arriva a tentare il suicidio prima impiccandosi nella doccia e poi buttandosi dalla finestra ma viene fermato da un pupazzo a forma di castoro, Mr. Beaver, infilatosi alla sua mano sinistra.
Il pupazzo prende vita, gli sta vicino e lo aiuta, portandolo così a riallacciare i rapporti con la famiglia (soprattutto con il figlio minore Henry), e anche a riprendere in mano l'azienda, risollevandola dalla crisi con il lancio di un nuovo prodotto sul mercato. Intanto Porter viene pagato per scrivere documenti per i compagni di scuola, compresa Norah che gli chiede anche di scrivere il suo discorso di diploma; in seguito, Porter si innamorerà di Norah.
Intanto, l'alter-ego impersonato dalla marionetta diventa una presenza ingombrante, provocando un generale imbarazzo presso tutti i conoscenti, e portando la famiglia ad allontanarsi nuovamente per l'esasperazione. Ancora solo, Walter ricade nel tunnel della depressione, aggravata stavolta dalla sindrome della doppia personalità, dato che il carattere dimesso di Walter non riesce ad avere la meglio su quello espansivo-aggressivo di Mr. Beaver.
La situazione precipita quando Walter, tra i pensieri disconnessi provocati dalla depressione, decide di riprendere il controllo della situazione sbarazzandosi di Mr. Beaver. Tenta di attaccarlo e di toglierselo dal braccio ma non ci riesce perché la marionetta riesce a resistergli; così, dopo aver costruito una bara delle dimensioni di Mr. Beaver, si amputa il braccio.
Raggiunto in tempo dal figlio più grande, viene portato in ospedale e operato per poi essere trasferito in un ospedale psichiatrico. Alla cerimonia di laurea di Norah, la ragazza confessa a tutti che il discorso non è stato scritto da lei stessa spiegando a tutti il valore della verità e il trauma della morte del fratello avvenuta qualche anno prima per un'overdose. Con ciò, Porter capisce l'importanza della famiglia e si riconcilia con il padre.
Così, Walter, grazie al sostegno della famiglia, riesce finalmente a tornare ad una vita normale.

## Produzione
La sceneggiatura di Killen è stata inclusa nella Black List del 2008, una classifica delle 10 migliori sceneggiature non prodotte. Prima di Gibson, Steve Carell e Jim Carrey erano stati ingaggiati per il ruolo da protagonista.
Con un budget di circa 20 milioni di dollari, il film è stato girato principalmente nello stato di New York. Alcune scene sono state girate alla White Plains High School a White Plains (New York). Le riprese hanno avuto luogo da settembre a novembre 2009.

## Distribuzione
Inizialmente il film era stato programmato per uscire nelle sale statunitensi il 24 dicembre 2010, ma la Summit Entertainment ha preferito posticipare l'uscita del film a causa dei guai personali di Gibson, accusato (attraverso registrazioni audio) di insulti razzisti e misogini verso l'ex compagna Oksana Grigorieva. La Summit ha per questo deciso di distribuire il film nelle primavera del 2011.
Il film è stato distribuito negli Stati Uniti a partire dal 6 maggio 2011, pochi giorni dopo verrà presentato fuori concorso al Festival di Cannes 2011. Il 20 maggio 2011 è iniziata la distribuzione in Italia da parte della Medusa Film.

## Riconoscimenti
- 2012 - Young Artist Award
  - Miglior attore giovane 10 anni o meno a Riley Thomas Stewart
- 2012 - Premio YoGa
  - Peggior regista straniero a Jodie Foster
- 2012 - AARP Movies for Grownups Awards
  - Nomination Miglior attore a Mel Gibson
  - Nomination Miglior storia d'amore a Jodie Foster e Mel Gibson
- 2012 - Prism Awards
  - Nomination Miglior film sulla salute mentale
  - Nomination Miglior performance a Anton Yelchin